# Beleg van Rhodos (1522)

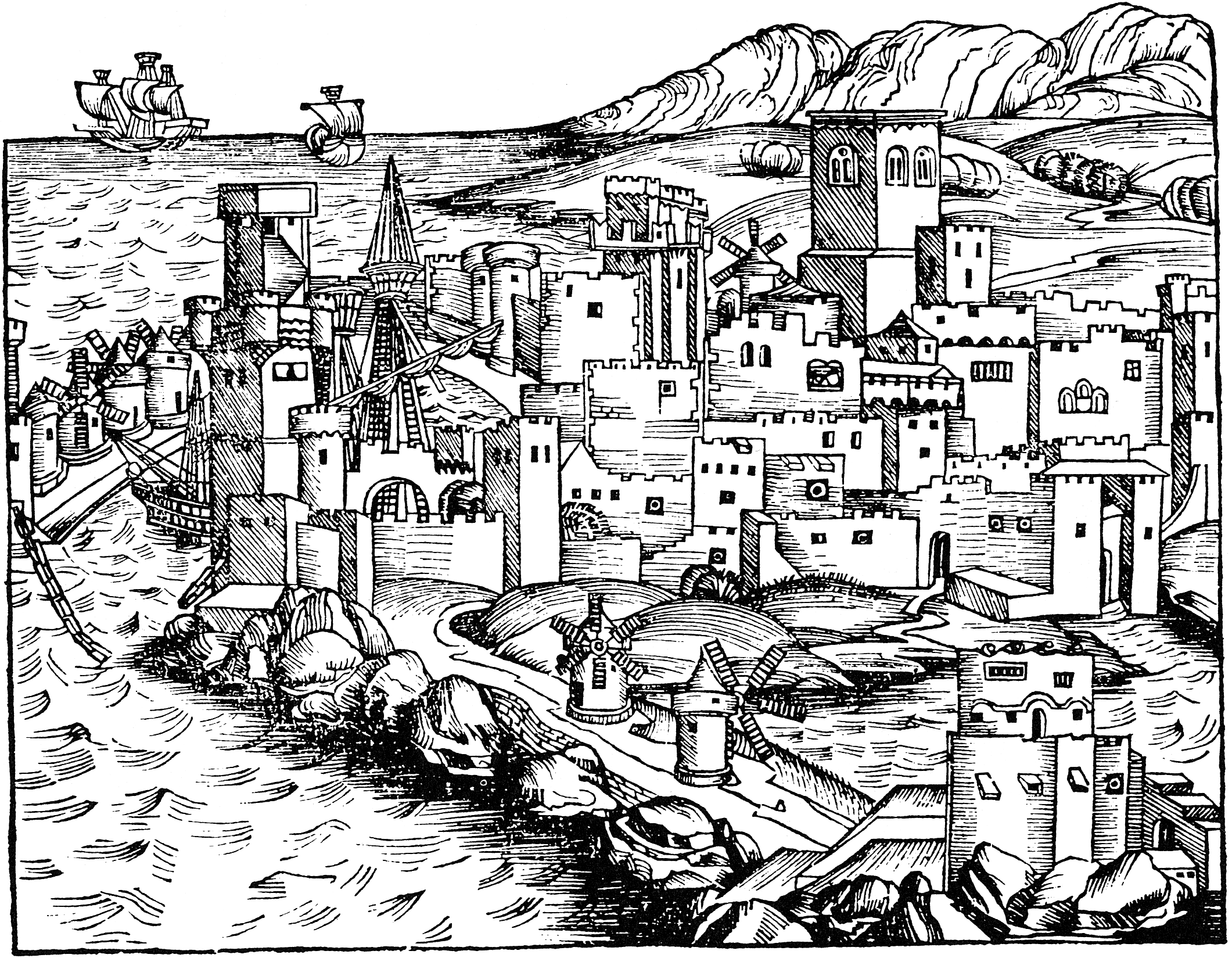
Rhodos in de 15e eeuw

Tijdens het Beleg van Rhodos in 1522 belegerden de Ottomaanse Turken voor de tweede keer het eiland Rhodos, dat verdedigd werd door de hospitaalridders. In tegenstelling tot het eerdere beleg van 1480 lukte het de Turken om het eiland te veroveren en hiermee de controle over de oostelijke Middellandse Zee te verkrijgen.

## Voorgeschiedenis
In 1309 hadden de hospitaalridders, een militaire katholieke ridderorde, het eiland Rhodos veroverd. Hiervandaan zetten de ridders hun strijd tegen de moslims voort en overvielen regelmatig Turkse schepen. De aanwezigheid van de vijandige ridderorde vlak voor de kust van Anatolië vormde een obstakel in de verdere uitbreiding van het Ottomaanse Rijk. De Turken probeerden in 1480 het eiland te bezetten maar de ridders wisten deze aanval af te slaan.
In 1521 werd Philippe Villiers de l'Isle Adam gekozen als grootmeester van de Orde. Met het oog op een nieuwe Turkse aanval begon hij met het verder versterken van de verdedigingswerken van het eiland. Hij riep alle ridders op om het eiland te verdedigen en zond bericht naar de christelijke machten om hem te helpen, maar deze vraag om hulp werd genegeerd. Wel kreeg hij hulp van Venetiaanse troepen uit Kreta.
De verdedigingswerken van de stad werden gevormd door een dubbele muur en verschillende bastions. Elk bastion werd verdedigd door een van de verschillende Langues waarin de ridderorde sinds 1301 onderverdeeld was.
De haven werd geblokkeerd met een ijzeren ketting waarachter de vloot van de Orde lag.

## De Turkse invasie
Op 26 juni 1522 zette de Turkse legers voet aan wal op Rodos. Het leger werd gesteund door een vloot die bestond uit 103 galeien en rond de 300 andere schepen. Het leger zelf bestond uit 120.000 soldaten (waarvan 10.000 Janitsaren) onder aanvoering van Mustafa Pasja. Verder werden 60.000 boeren uit de Balkan ingezet als werklieden. Op 28 juli kwam Sultan Süleyman de Prachtlievende zelf op het eiland aan om het bevel te voeren.
De haven werd door de Turkse schepen geblokkeerd maar de Turkse aanval werd op de fortificaties aan de landzijde gericht. De Turken probeerden de muren te ondermijnen door het graven van tunnels en een bres in de muur te schieten met hun artillerie. Dag en nacht gingen de bombardementen door, maar de sterke muren weerstonden de aanvallen. Na vijf weken, op 4 september, werd de muur bij het bastion van Engeland opgeblazen. Door de brokstukken werd de slotgracht gedempt, de aanvallers zagen hun kans schoon en vielen meteen aan, maar door een tegenaanval van de Engelse ridders werden de Turken weer teruggedreven. De Ottomanen vielen die dag nog tweemaal de bres aan, maar de ridders konden de aanvallen weerstaan.
Op 24 september gaf Mustafa Pasja het bevel tot een nieuwe bestorming gericht tegen de bastions van Spanje, Engeland, Provence en Italië. Nadat de gevechten een hele dag geduurd hadden en het Ottomaanse leger 3000 man had verloren, blies Sultan Süleyman de aanval af. Hij gaf bevel voor de executie van Mustafa Pasja, omdat het hem niet was gelukt de stad in te nemen. Süleymans officieren pleitten voor het behoud van Mustafa Pasja's leven en de Sultan gaf hieraan gehoor. Mustafa Pasja werd vervangen door Humbaracı Ahmet Pasja, een ervaren militair ingenieur. Onder zijn leiding zette het Ottomaanse leger alles in op het vernietigen van de muren.
Eind november zetten de Turken weer een aanval in, die door de Orde werd afgeslagen, maar beide zijden waren uitgeput door de lange gevechten. De positie van de Hospitaalridders werd steeds benauwder en een ontzettingsleger zou nooit op tijd het eiland kunnen bereiken. De Ottomanen werden steeds meer gedemoraliseerd door de verliezen die ze hadden geleden in de gevechten en door ziektes die zich binnen het legerkamp verspreiden.

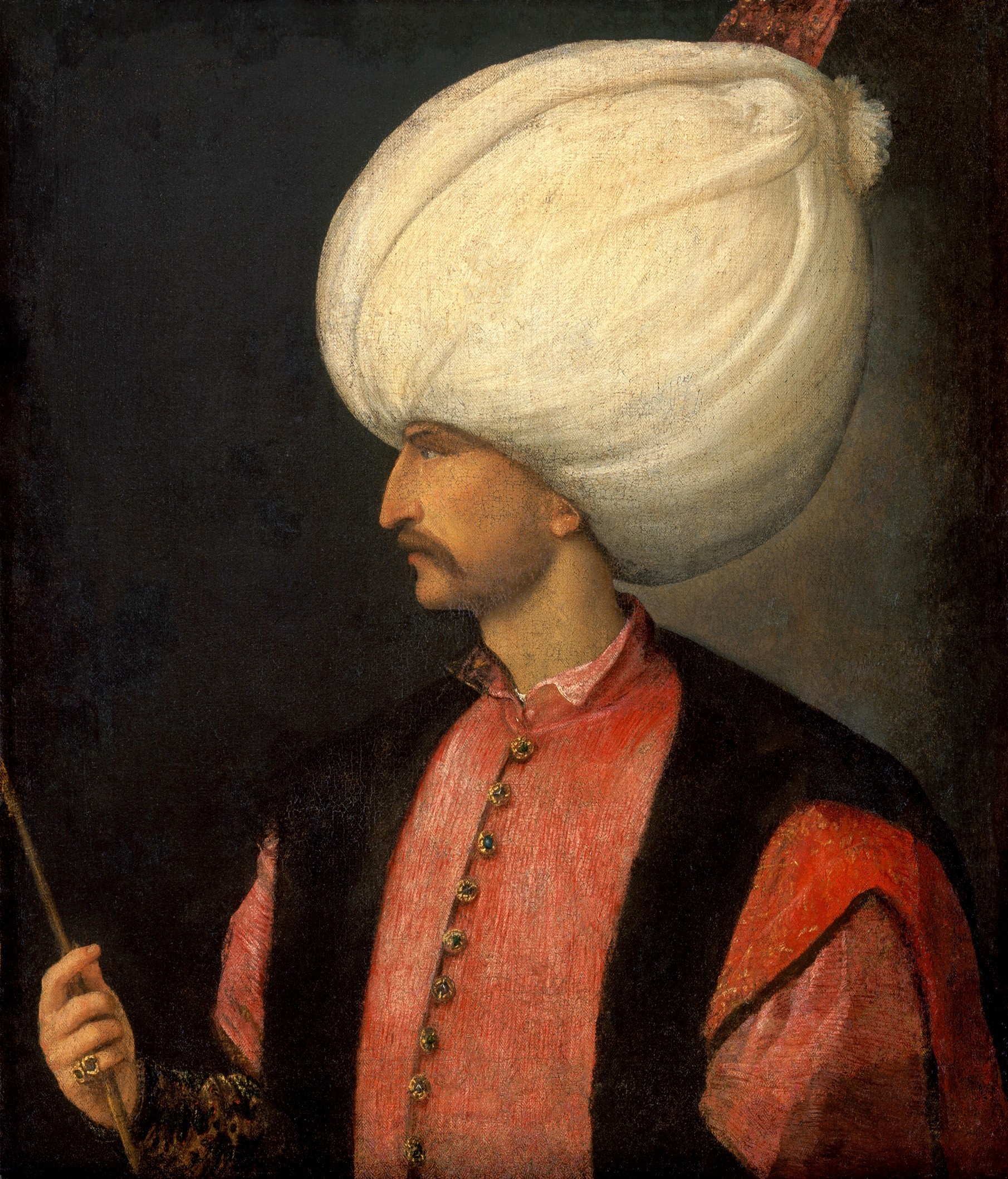
Süleyman de Prachtlievende, Sultan van het Ottomaanse Rijk tijdens het beleg.

## De laatste gevechten
Sultan Süleyman bood de burgers van Rodos aan hun leven te sparen als ze zich overgaven. Het alternatief zou slavernij of de dood zijn als ze zich bleven verzetten. Onder druk van de burgers begon Philippe Villiers de L'Isle-Adam aan onderhandelingen. Er werd een wapenstilstand van 11 tot 13 december afgekondigd maar toen de burgers van de stad meer garanties voor hun veiligheid wilden hebben besloot Süleyman I de bombardementen voort te zetten. Op 17 december viel het bastion van Spanje en het zou niet lang meer duren tot het Ottomaanse leger de stad zou innemen. De Grootmeester vroeg op 20 december een nieuwe wapenstilstand aan en begonnen de onderhandelingen opnieuw.

## De overgave
Op 22 december accepteerden de vertegenwoordigers van zowel de Griekse (oosters-orthodoxen) als de Latijnse (katholieken) inwoners van de stad de zeer genereuze voorwaarden van de Sultan. De ridders moesten het eiland binnen twaalf dagen verlaten en werden toegestaan om hun wapens en hun waardevolle of religieuze voorwerpen mee te nemen. De bewoners van het eiland mochten het eiland binnen drie jaar verlaten als zij dat wilden. Als zij ervoor zouden kiezen om op het eiland te blijven, zouden ze voor de volgende vijf jaar uitgesloten zijn van belastingbetaling. Verder werd beloofd dat geen enkele kerk geplunderd zou worden of in een moskee veranderd.
Op 1 januari 1523 marcheerde de Militaire Hospitaal Orde van Sint Jan van Jeruzalem en van Rhodos in vol ornaat met wapperende banieren de stad uit. Gevolgd door een paar duizend burgers gingen de ridders aan boord van de vijftig schepen, die door de sultan aan hen ter beschikking waren gesteld en voeren naar Kreta.

## Nasleep
Het Ottomaanse Rijk had de overwinning behaald en de laatste kruisvaardersstaat ten val gebracht, maar wel tegen hoge kosten. Meer dan de helft van het invasieleger werd gedood of gewond in de strijd. De verovering van Rodos was een belangrijke stap voorwaarts voor het Ottomaanse Rijk om controle te krijgen over de oostelijke Middellandse Zee. Hierdoor werd het voor hen veel eenvoudiger een zeeverbinding te onderhouden tussen Constantinopel, Caïro en de havens van de Levant.
De hospitaalridders verhuisden in eerste instantie naar Sicilië en later, in 1530 kregen ze van keizer Karel V Malta en de omliggende eilandjes in leen.